# Roslyn Bush (Nouvelle-Zélande)
Roslyn Bush  est une petite localité très peu peuplée de la limite nord de la cité d’Invercargill, dans la région du Southland de l’Île du Sud de la Nouvelle-Zélande. 

## Accès
D’autres villages à proximité comprennent les villes de  Makarewa vers l’ouest, Myross Bush vers le sud-ouest, Kennington vers le sud, Longbush et Woodlands vers l’est, et  Rakahouka vers le nord-est .
La ville de Roslyn Bush est localisée tout près trajet de la State Highway 98 (en), qui court entre la ville de  Makarewa et cette de Dacre.

## Éducation
La ville avait une école primaire mais qui a été fermée et convertie en centre de jeux pour les jeunes enfants . L’école primaire la plus proche est située au niveau de la ville de  Myross Bush.